# Buffalo Bill (film fra 1894)
Buffalo Bill er en amerikansk stumfilm fra 1894 af William Kennedy Dickson.